# جیمز اوکانر (بازیکن فوتبال، زاده ۱۹۸۴)
جیمز اوکانر (انگلیسی: James O'Connor؛ زادهٔ ۲۰ نوامبر ۱۹۸۴) بازیکن فوتبال اهل بریتانیا است.
از باشگاه‌هایی که در آن بازی کرده است می‌توان به باشگاه فوتبال استون ویلا، باشگاه فوتبال والسال، باشگاه فوتبال ای‌اف‌سی بورنموث، باشگاه فوتبال دونکستر راورز، باشگاه فوتبال دربی کانتی، باشگاه فوتبال بریستول سیتی، و باشگاه فوتبال پورت ویل اشاره کرد.